# Israelische Badmintonmeisterschaft 1978
Die Israelische Badmintonmeisterschaft 1978 war die zweite Austragung der nationalen Titelkämpfe von Israel im Badminton.

## Sieger und Finalisten
| Disziplin    | Gold                             | Silber                         |
| ------------ | -------------------------------- | ------------------------------ |
| Herreneinzel | Nissim Duk                       | Victor Yusim                   |
| Dameneinzel  | Chaya Grunstein                  | Carol Silman                   |
| Herrendoppel | Victor Yusim Michael Schneidman  | Nissim Duk Yitzhak Serrouya    |
| Damendoppel  | Carol Silman Prina Ben Shushan   | Chaya Grunstein Gila Rappaport |
| Mixed        | Michael Rappaport Gila Rappaport | Victor Yusim Chaya Grunstein   |